# Edsbergs församling
Edsbergs församling är en församling i Norra Närkes kontrakt i Strängnäs stift. Församlingen ligger i Lekebergs kommun i Örebro län (Närke) och ingår i Örebro pastorat.

## Administrativ historik
Församlingen har medeltida ursprung. 
Församlingen var till 2006 moderförsamling i pastoratet Edsberg och Hackvad som 1962 utökades med Kräcklinge församling och 1986 med Tångeråsa församling. I församlingen uppgick 2006 Kräcklinge, Hackvads och Tångeråsa församlingar. Församlingen utgjorde därefter till 2014 ett eget pastorat. Från 2014 ingår församlingen i Örebro pastorat och övergick samtidigt från Glanshammars och Edsbergs kontrakt till Örebro kontrakt.

## Kyrkor
- Edsbergs kyrka
- Hackvads kyrka
- Kräcklinge kyrka
- Tångeråsa kyrka